# طیف‌شناسی فوتوالکترونی پرتو ایکس

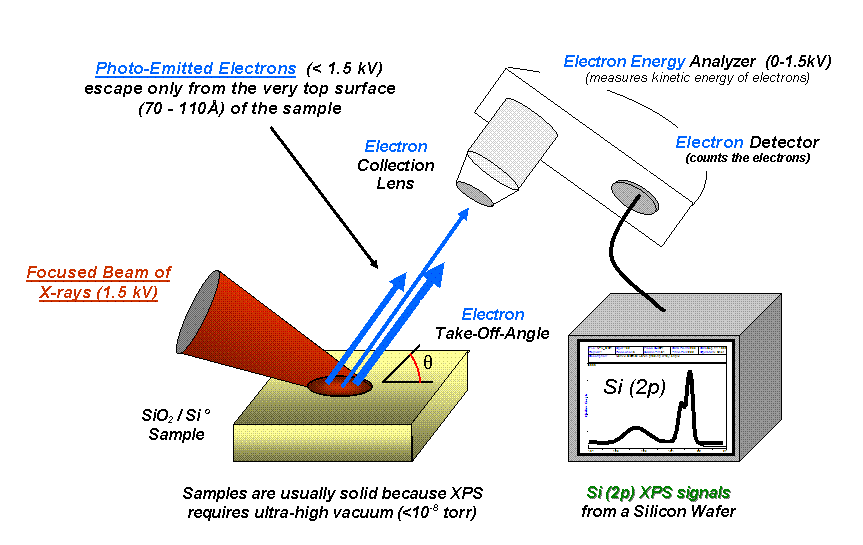
نمونه کار نوع دستگاه طیف‌سنج فوتوالکترون پرتو ایکس

طیف‌شناسی فوتوالکترونی پرتو ایکس یا طیف‌سنجی فوتوالکترون پرتو ایکس (به انگلیسی: X-ray photoelectron spectroscopy) گونه‌ای طیف‌سنجی کمی‌ست که در آن با تاباندن پرتو ایکس و اندازه‌گیری همزمان تعداد الکترون آزاد شده از در فاصله ۱ تا ۱۰ نانومتری سطح، و انرژی جنبشی این الکترونها، طیفهایی بدست می‌آید که بیانگر برخی ویژگی‌های ماده است. این روش نیاز به خلأ بسیار بالا (حدود 10-7‎ تا -10‎ بار) دارد.
از آنجا که انرژی پرتو ایکس تابانده شده مشخص است، می‌توان انرژی الکترون گسیل‌شده را به وسیلهٔ قانون کار رادرفورد بدست آورد:
{\displaystyle E_{\text{binding}}=E_{\text{photon}}-\left(E_{\text{kinetic}}+\phi \right)}
که {\displaystyle E_{\text{binding}}} انرژی پیوند الکترون، {\displaystyle E_{\text{photon}}} انرژی پرتو ایکس تابانده شده، {\displaystyle E_{\text{kinetic}}} انرژی جنبشی الکترون (بوسیله دستگاه ویژه‌ای اندازه‌گیری می‌شود) و {\displaystyle \phi } تابع کار طیف‌سنج (و نه ماده) است.

## اصول فیزیکی

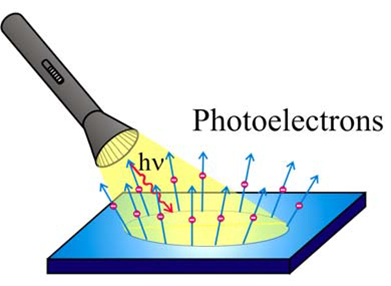
پدیده فوتوالکتریک

### پدیده فوتوالکتریک
زمانی که ماده با یک نور با انرژی لازم برهم کنش داشته باشد، یونیزاسیون رخ خواهد داد.

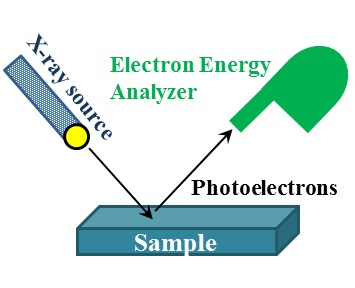
شماتیک پدیده فوتو الکتریک

از پدیده فوتوالکتریک، جهت آنالیز ساختار الکترونی ماده استفاده می‌کند. XPS نوعی از طیف‌سنجی می‌باشد که جهت وقوع این پدیده، پرتو اشعه ایکس، X، را بر نمومه آزمایش تابانده، و انرژی فوتوالکترون‌های منتجه را اندازه می‌گیرد.

### اساس فیزیکی

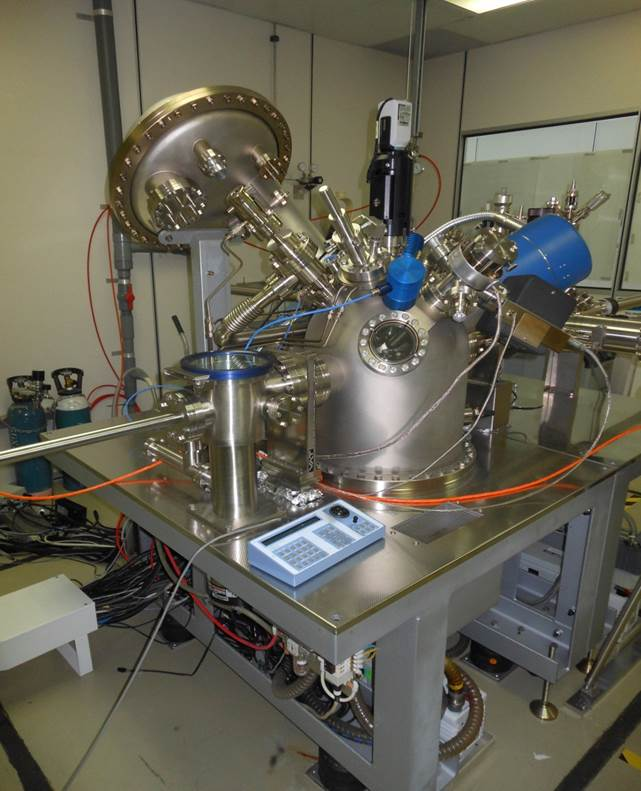
یک دستگاه XPS

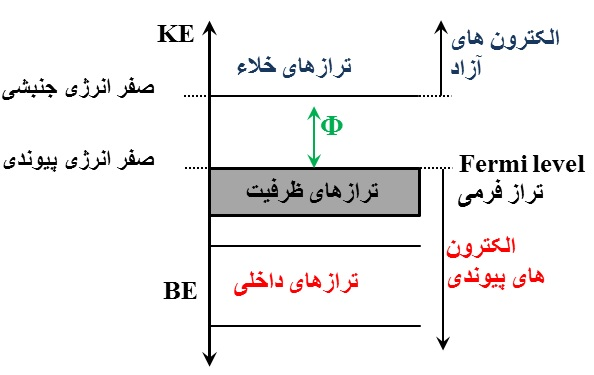
شماتیک تراز انرژی الکترونی

انرژی کوانتومی پرتو تابشی (E=hʋ): میزان انرژی کوانتومی یک پرتو الکترومغناطیسی از حاصلضرب فرکانس پرتو (که در اینجا فرکانس اشعه ایکس می‌باشد) در ثابت پلانک بدست می‌آید. انرژی پرتو ایکس هر دستگاه XPS به منبع تولیدی پروتو ایکس آن بستگی دارد. به‌طور مثال: (Al Kα= 1486.6 eV)
انرژی پیوند (Binding Energy;BE): میزان انرژی لازم جهت جدایش یک الکترون از یک اتم. این انرژی، مشخصه هر اربیتال اتمی یک عنصر می‌باشد. به‌طوری که الکترون‌هایی که در لایه‌های مختلف اربیتال یک اتم قرار گرفته‌اند، انرژی پیوند متفاوتی دارند.
انرژی جنبشی (Kinetic energy;KE): میزان انرژی که یک ذره به علت حرک دارد
تابع کار (Work Function;Φ): کمترین میزان انرژی لازم جهت جدایش یک الکترون از ماده به خارج با انرژی جنبشی صفر

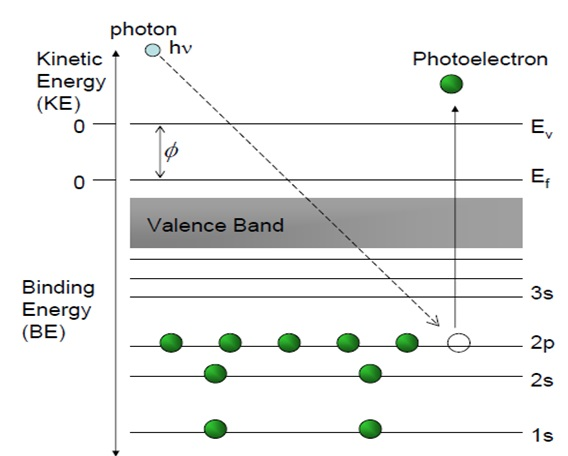
شماتیک تراز انرژی الکترونی در حین پدیده فوتوالکتریک

تراز فرمی (Fermi level): ترازی که در آن میزان انرژی پیوند الکترون‌ها با هسته اتم، صفر می‌باشد.
انرژی پرتو ایکس تابیده شده به ماده، صرف غلبه بر انرژی پیوند با رساندن آن به تراز فرمی BE، سپس غلبه بر تابع کار Φ و نهایتاً انرژی جنبشی لازم KE به سرعتی که الکترون کسب کرده‌است، خواهد شد. به‌طور ساده: hʋ = KE + BE + Φ
در نتیجه اگر بتوانیم انرژی جنبشی فوتوالکترون‌های منتجه بر اثر تابش اشعه ایکس را محاسبه کنیم، چون داده‌های لازم در مورد انرژی اشعه ایکس و تابع کار را از ابتدا می‌دانیم (تابع کار برای نمونه‌های رسانا به دلیل همراستا شدن سطوح فرمی نمونه و طیف‌سنج، تنها برابر با تابع کار طیف‌سنج می‌باشد؛ ولی برای نمونه‌های غیر رسانا، به علت تجمع الکترون‌ها در سمت طیف‌سنج و بالا رفتن سطح فرمی طیف‌سنج، تغییری خواهد کرد. برای رفع این مشکل، از ماکزیمم مشخصه الکترون‌های لایه 1s کربن، C1s، جهت کالیبره نموده دیتاها استفاده می‌شود. انرژی استاندارد C1s برابر با 285eV می‌باشد. در نتیجه در مورد نیمه‌های نارسانا یا نیمه رسانا، پس از جمع‌آوری دیتا، طیف را به اندازه‌ای شیفت می‌دهند که ماکزیم مشخصه C1s برابر با 285eV شود و بدین طریق اختلاف سطوح فرمی طیف‌سنج و نمونه به دلیل تجمع الکترون‌ها در سمت طیف‌سنج را از بین می‌برند)، به راحتی می‌توانیم، انرژی پیوندی آن الکترون را محاسبه کنیم و بر این اساس مشخص نماییم که جایگاه اولیه الکترون ردیابی شده، کجا بوده‌است. به‌طور ساده، انرژی جنبشی اندازه‌گیری شده برابر با (KE = hʋ - (BE + Φ خواهد بود. در نتیجه: BE = hʋ - (KE + Φ)

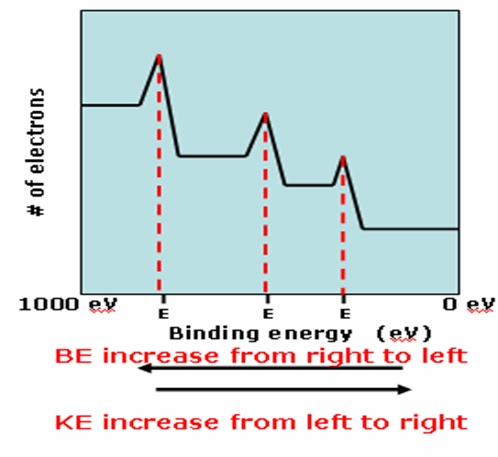
شماتیکی از یک نمودار طیف‌سنجی XPS

### نمودار طیف‌سنجی XPS
یک طیف‌سنجی XPS، نموداری از تعداد الکترون‌های ردیابی شده بر واحد زمان (محور عرضی نمودار) بر حسب انرژی پیوندی الکترون‌ها (محور افقی) در ماده مورد آزمایش می‌باشد. هر عنصری در این نمودار، چند ماکزیمم منحصر به فرد به خود را دارد، که مشخصه آن عنصر می‌باشد. وجود ماکزیمم متعلق به هر عنصر در طیف بدست آمده از آنالیز یک ماده، گویای وجود آن عنصر در سطح ماده مورد آزمایش می‌باشد. ماکزیمم‌های مشخصه هر عنصر، با نحوه آرایش الکترون‌ها در اتم آن عنصر، مرتبط می‌باشد و می‌توان اطلاعاتی از موضع الکترون‌های ردیابی شده در لایه‌های الکترونی (به‌طور مثال … 1s,2s,2p,3s,3p,4s,3d) بدست آورد. هر چه میزان انرژی جنبشی اندازه‌گیری شده یک الکترون بیشتر باشد، گویا این واقعیت خواهد بود که انرژی پیوند آن کمتر بوده، لذا به لایه‌های اربیتالی بیرونی تر تعلق داشته‌است؛ بنابراین، الکترون‌های لایه‌های داخلی، با انرژی جنبشی کمتری ردیابی خواهند شد و ماکزیمم مشخصه آن‌ها در نمودار طیف‌سنجی، در سمت انرژی‌های بالای انرژی پیوندی خواهند بود.
هر عنصر، دسته‌ای از ترازهای داخلی منحصر به فرد خود را دارد و انرژی پیوند این ترازها می‌تواند مثل اثر انگشتی برای شناسایی آن عنصر بکار رود

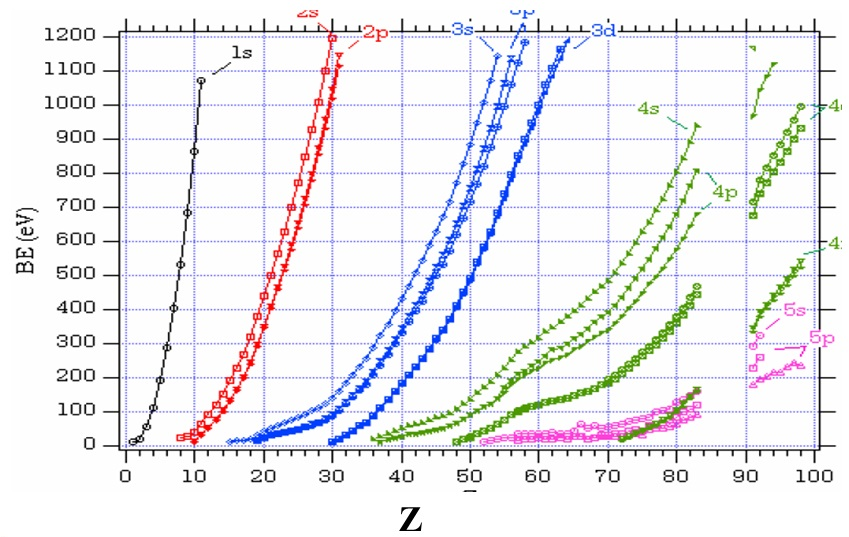
تغییرات انرژی پیوند با عدد اتمی

انرژی یک زیرلایه الکترونی، با افزایش عدد اتمی.Z، افزایش میابد. این امر در شکل زیر نشان داده شده‌است.
تعداد الکترون‌های ردیابی شده در هر ماکزیمم مشخصه یک عنصر، با میزان آن عنصر در سطح ماده مورد آزمایش در ارتباط مستقیم است. برای بدست آوردن مقادیر درصدی، هر سیگنال خام XPS باید با تقسیم تعداد الکترون‌های شدت سیگنال (تعداد الکترون‌های ردیابی شده) بر فاکتور حساسیست نسبی RSF و نرمال نمودن مقادیر با توجه به تمامی عناصر ردیابی شده صورت گیرد. نتایجی درصدی منتجه، مقادیر مربوط به عصنر هیدروژن را شامل نمی‌شود.

## کاربردهای عمومی
- شناسایی عناصر روی سطح (فاصله ۱۰ نانومتر) و مقدار آن‌ها برای تمامی سطوح بجز هیدروژن و هلیم
- شناسایی فرمول تجربی
- شناسایی حالت شیمیایی و الکترونی هر عنصر روی سطح
- شناسایی ناخالصی‌های روی سطح
- پروفایل‌های ترکیبی توزیع عنصری در فیلم‌های (لایه‌های) نازک
- آنالیز ترکیب نمونه‌ها، هنگامی که باید از تأثیرات مخرب تکنیکهای اشعه الکترونی، پرهیز شود.

## نمونه کاربردها
- تعیین حالتهای اکسیداسیون اتمهای فلزی در لایه‌های سطحی اکسیدفلزی
- شناسایی کربن سطحی به صورت گرافیتی یا کربایدی

## داده‌ها
محور عمودی نمودار طیف این روش شمار الکترونهای شناسایی شده (گاهی شمار الکترون بر یکای زمان) و محور افقی انرژی پیوند این الکترون‌ها است. هر عنصر باشنده روی سطح در نمودار قله‌های (پیک) ویژه‌ای در نمودار پدیدار می‌کند که نشانگر پیکربندی الکترونی آن عنصر است (1s, 2s, 2p, 3sو …). شمار الکترون شناسایی شده نیز بیانگر مقدار آن عنصر در سطح است.

## نمونه‌ها
- شکل – جامدات (فلزات، شیشه‌ها، نیمه هادی‌ها، سرامیکهای با فشار بخار کم)
- اندازه:
- تهیه: باید بدون اثر انگشت، چربی یا آلوده کننده‌های سطحی دیگر باشد.

## محدودیت
- مجموعه اطلاعات به آرامی با تکنیکهای دیگر آنالیز سطحی مقایسه می‌شود ولی زمان آنالیز را می‌توان هنگامی که رزولیشن بالا یا شناسایی حالت شیمیایی، مورد نیاز نباشد، کاهش داد.
- تفکیک جانبی ضعیف
- حساسیت سطحی قابل مقایسه با تکنیکهای آنالیز سطحی دیگر
- تأثیرات شارژ، ممکن است با نمونه‌های عایق، مشکل باشد. بعضی از دستگاه‌ها، با ابزارهای موازنه‌کننده بار مجهز می‌شوند.
- دقت آنالیز کمی، محدود است.
- تطابق نمونه با محیطuhv

## زمان تخمینی آنالیز
- نیاز به پمپ خلاء در طول شب پیش از آنالیز دارد.
- آنالیز کیفی، می‌تواند در عرض ۱۰–۵ دقیقه انجام شود.
- آنالیز کمی، نیاز به ۱ ساعت تا چندین ساعت، زمان دارد که بستگی به اطلاعات مورد نیاز دارد.